# Орловський район (Кіровська область)
Орло́вський район (рос. Орловський район) — район у складі Кіровської області Російської Федерації. Адміністративний центр — місто Орлов.

## Історія
Халтурінський район був утворений 10 червня 1929 року у складі Вятського округу Нижньогородського краю на території колишнього Халтурінського повіту Вятської губернії. 1934 року район увійшов до складу Кіровського краю, 1936 року увійшов до складу Кіровської області. 1992 року отримав сучасну назву.
7 грудня 2004 року, в рамках муніципальної реформи, у складі району були утворені 1 міське та 8 сільських поселень. 2011 року Колковське, Кузнецівське, Лугіновське, Підгородне, Тохтінське, Цепелівське, Чудіновське та Шадрічівське сільські поселення були об'єднані в одне Орловське сільське поселення.

## Населення
Населення району складає 12225 осіб (2017; 12457 у 2016, 12610 у 2015, 12791 у 2014, 12837 у 2013, 12873 у 2012, 12889 у 2011, 12934 у 2010, 14567 у 2009, 16190 у 2002, 20111 у 1989, 20379 у 1979, 22766 у 1970).

## Адміністративний поділ
Станом на 2011 рік район адміністративно поділявся на 1 міське та 1 сільське поселення. Станом на 2010 рік до його складу входило 191 населений пункт, з яких 76 не мали постійного населення, але ще не були зняті з обліку. 2013 року 23 населених пункти були ліквідовані як нежилі, а 2014 року 6 населених пунктів були перейменовані:
| Поселення                    | Площа, км² | Населення, осіб (2002) | Населення, осіб (2010) | Населення, осіб (2017) | Центр          | Населені пункти |
| ---------------------------- | ---------- | ---------------------- | ---------------------- | ---------------------- | -------------- | --------------- |
| Орловське міське поселення   | 149,02     | 8596                   | 6959                   | 6709                   | місто Орлов    | 1               |
| Орловське сільське поселення | 1839,76    | 7594                   | 5975                   | 5516                   | присілок Моржі | 167             |

## Найбільші населені пункти
| №  | Населений пункт                 | Населення, осіб (2002) | Населення, осіб (2010) |
| -- | ------------------------------- | ---------------------- | ---------------------- |
| 1  | Орлов                           | 8596                   | 6959                   |
| 2  | Кузнеці                         | 731                    | 680                    |
| 3  | Цепелі                          | 714                    | 647                    |
| 4  | Центральна усадьба плодосовхоза | 407                    | 396                    |
| 5  | Колково                         | 548                    | 392                    |
| 6  | Тохтіно                         | 465                    | 385                    |
| 7  | Чудіново                        | 395                    | 349                    |
| 8  | Моржі                           | 331                    | 307                    |
| 9  | Хохлови                         | 292                    | 254                    |
| 10 | Русаново                        | 325                    | 244                    |